# نيكولا ميرسير
نيكولا ميرسير هو لاعب كرة قدم فرنسي في مركز الهجوم، ولد في 30 يناير 2003 في باريس في فرنسا.

## وصلات خارجية
- نيكولا ميرسير على موقع قاعدة بيانات كرة القدم.إي يو (الإنجليزية)
- نيكولا ميرسير على موقع عالم كرة القدم.نت (الإنجليزية)